# Primera División de Eritrea
La Primera División de Eritrea es la máxima división de fútbol de Eritrea, la liga fue creada y disputada por primera vez en 1994 y es organizada por la Federación Eritrea de Fútbol.
Entre 1953 y 1993 (año de la independencia de Eritrea), los clubes de este país disputaban la Liga Premier de Etiopía, llegando a ganarla en 9 ocasiones.
El campeón obtiene la clasificación a la Liga de Campeones de la CAF y a la Copa de Clubes de la CECAFA.

## Equipos 2019

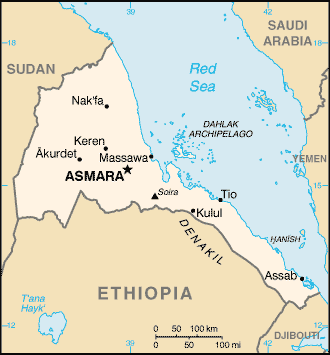
Eritrea.

- Red Sea FC (Asmara)
- Denden FC
- FC Al Tahrir
- Tesfa FC
- Asmara Brewery FC
- Adulis Club (Asmara)
- Kinfi FC
- Geza Banda
- Akria FC
- Sembel Construction FC
- Segen Construction FC

## Palmarés
| Temporada   | Campeón           |             |
| ----------- | ----------------- | ----------- |
| 1994        | Desconocido       |             |
| 1995        | Red Sea FC        |             |
| 1995-96     | Adulis Club       |             |
| 1996-97     | FC Al Tahrir      |             |
| 1997-98     | Red Sea FC        |             |
| 1998-99     | Red Sea FC        |             |
| 1999-00     | Red Sea FC        |             |
| 2000-01     | Hintsa FC         |             |
| 2001-02     | Red Sea FC        |             |
| 2002-03     | Anseba SC         |             |
| 2003-04     | Adulis Club       |             |
| 2004-05     | Red Sea FC        |             |
| 2006        | Adulis Club       |             |
| 2007        | FC Al Tahrir      |             |
| 2008        | Asmara Brewery FC |             |
| 2009        | Red Sea FC        |             |
| 2010        | Red Sea FC        |             |
| 2011        | Red Sea FC        |             |
| 2012        | Red Sea FC        |             |
| 2013        | Red Sea FC        |             |
| 2014        | Red Sea FC        |             |
| 2015 - 2018 | Desconocido       | Desconocido |
| 2019        | Red Sea FC        |             |
| 2020 - 2022 | Desconocido       | Desconocido |
| 2023        | Red Sea FC        |             |
| 2024        | Denden FC         |             |

## Títulos por club
| Club              | Ciudad | Campeón | Años campeón                                                                       |
| ----------------- | ------ | ------- | ---------------------------------------------------------------------------------- |
| Red Sea FC        | Asmara | 14      | 1995, 1998, 1999, 2000, 2002, 2005, 2009, 2010, 2011, 2012, 2013, 2014, 2019, 2023 |
| Adulis Club       | Asmara | 3       | 1996, 2004, 2006                                                                   |
| FC Al Tahrir      | Asmara | 2       | 1997, 2007                                                                         |
| Anseba SC         | Keren  | 1       | 2003                                                                               |
| Hintsa FC         | Asmara | 1       | 2001                                                                               |
| Asmara Brewery FC | Asmara | 1       | 2008                                                                               |
| Denden FC         | Asmara | 1       | 2024                                                                               |